# Sea Dart

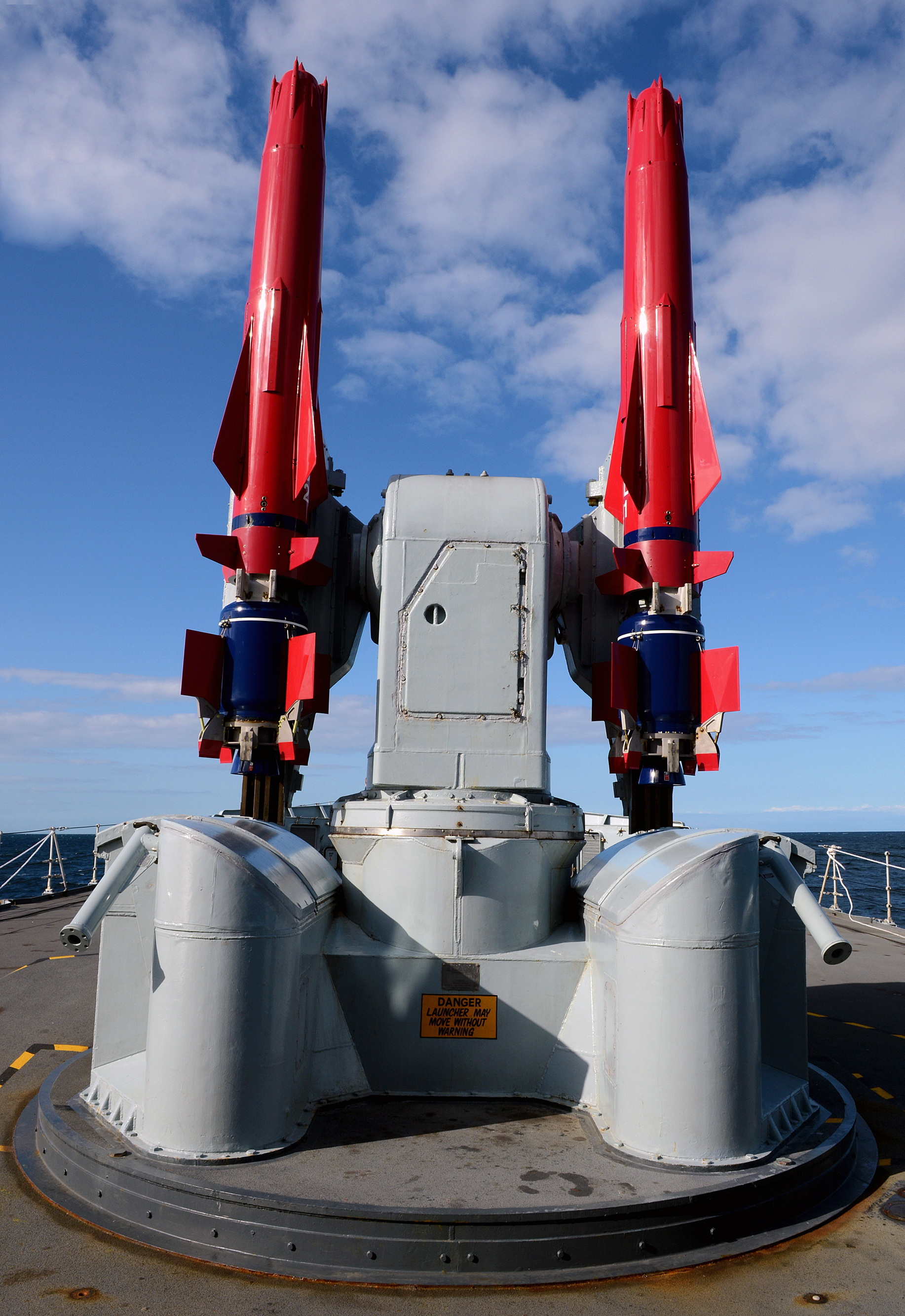
O lançador de mísseis Sea Dart.

O Sea Dart é um antigo míssil inglês que ficou conhecido por seu uso na Guerra das Malvinas. Tem 4,36 metros de comprimento e peso de até 550 kg.
Sua velocidade chega a Mach 1, com alcance de até 30 km, guiado por radar. Ele foi um dos melhores mísseis ingleses, sendo utilizado principalmente para a defesa inglesa contra a aviação argentina no conflito com aquele país lançado a partir de navios. Com ele, a fragata HMS Coventry abateu dois aviões e um helicoptéro; o HMS Exeter derrubou quatro aviões; o HMS Cardiff abateu por engano um helicoptéro britânico. O míssil parou de ser fabricado pela Marinha Britânica no dia 17 de junho de 1982, após a rendição argentina.